# Wilhelm Crone (Schriftsteller)
Wilhelm Crone (* 23. Dezember 1873 in Ankum-Rüssel; † 24. Dezember 1938 in Ennepetal-Voerde) war ein deutscher Schriftsteller, Lehrer und Heimatforscher.

## Leben
Crone wuchs auf dem Hof seines Großvaters in Restrup, heute Ortsteil von Bippen, auf. Die weiterführende Schule besuchte er in Melle und in Osnabrück. Seit 1894 er zunächst Lehrer in Münkeboe in Ostfriesland und ab 1897 in Ennepetal-Voerde.
Crone verfasste Gedichte in plattdeutscher Sprache und gab Texte zur Heimatgeschichte heraus.
Ein Heimatmuseum, das Crone 1927 in Ennepetal-Voerde gegründet hatte und das nach ihm benannt worden war, wurde 1969 aufgelöst. Es enthielt eine umfangreiche heimatkundliche Sammlung, die nach der Auflösung an das LWL-Freilichtmuseum Hagen gegeben wurde.

## Werke
- Aus der Heimat. Sagen und sagenhafte Erzählungen des Kreises Bersenbrück. van Acken, Lingen 1899.
- Lüttk un grot. Allerhand an Gedichten un Geschichten. Kleinert, Quakenbrück 1903.
- Hus un Heide. Neie plattdütske un hochdütske Gedichte. Voerde 1906.
- Noa un up den verden Nedersassendag. En Stück Doagebank. Buddenberg, Quakenbrück 1908.
- Farnigaukinder. Hoch- und plattdeutsche Dichtungen. Kleinert, Quakenbrück 1937; Neuausgabe Heimatverein Bippen, Bippen 1980.
- Schmüsterlachen, allerhand lustige plättdütske Riemkes un Vertellkes. Kleinert, Quakenbrück 1937.
- Dorf zwischen Bergen. Kleinert, Quakenbrück [1937].
- Eineinhalb Jahrtausende Milspe. Schläper, Altenvoerde 1931.
- Die Eisenbahn, hundert Jahre da und dort, fünfzig Jahr' am eignen Ort.  Schläper, Altenvoerde 1932.

als Herausgeber
- Führer für das „Artländer Trachtenfest“ zu Badbergen. Buddenberg, Quakenbrück [1905].
- Festschrift zur 300jährigen Jubelfeier des Voerder Schützenvereins 1907. Selbstverlag des Schützenvereins, Voerde 1907.
- De Ennepesträßer. Monatsblatt für Heimatkunde der ehemaligen Grafschaft Mark, besonders der Gegend Schwelm-Hagen. Baltin, Gevelsberg 1909–1915 und 1920–1922.
- Zwischen Ruhr und Wupper. Heimatbücher. Schwelmer Tageblatt, Schwelm 1920–1922, DNB 362204810.
- Heimat, Vaterland, Welt (= Crones Heimatbücher 1). Schwelmer Tageblatt, Schwelm 1923.
- Friedrich Christoph Müller. Choragraphie von Schwelm von 1789 (= Crones Heimatbücher 3).  Schwelmer Tageblatt, Schwelm 1922, urn:nbn:de:hbz:6:1-1872.
- Die Harkorts. Bei Johann Caspar Harkort. Beltz, Langensalza 1927.